# Día Mundial para Prevenir la Explotación, los Abusos y la Violencia Sexuales contra los Niños y Promover la Sanación
El Día Mundial para Prevenir la Explotación, los Abusos y la Violencia Sexuales contra los Niños y Promover la Sanación es una celebración anual que tiene lugar el 18 de noviembre desde 2023, instaurada por la Asamblea General de las Naciones Unidas en 2022.

## Proclamación
El Día Mundial para Prevenir la Explotación, los Abusos y la Violencia Sexuales contra los Niños y Promover la Sanación fue proclamado por la Asamblea General de las Naciones Unidas el 7 de noviembre de 2022. La proclamación responde a la necesidad urgente de eliminar y prevenir todas las formas de explotación, abuso y violencia sexuales contra los niños, y de promover la dignidad, los derechos y la sanación de quienes han sufrido tales violaciones. Este día busca concienciar sobre la importancia de proteger a los niños de estos delitos, asegurar que las víctimas y supervivientes accedan a justicia y apoyo, y eliminar el estigma asociado a los abusos.

### Antecedentes
Antes de la proclamación de la ONU, el 18 de noviembre ya se conmemoraba como el Día Europeo para la Protección de los Niños contra la Explotación y el Abuso Sexual, establecido en 2015 por el Consejo de Europa. Esta iniciativa busca prevenir y combatir la explotación y el abuso sexual infantil en Europa, promover la implementación de la Convención de Lanzarote y aumentar la conciencia pública sobre este tema.

## Celebración
Este día se conmemora el 18 de noviembre de cada año. La fecha fue seleccionada para coincidir con la cercana conmemoración del Día Universal del Niño, resaltando la importancia de proteger a la infancia como un pilar fundamental de la sociedad. La primera celebración oficial tuvo lugar en 2023. En esta jornada, se realizan diversas actividades a nivel global, incluidas campañas de concienciación, talleres educativos y eventos comunitarios que promueven el diálogo sobre la prevención del abuso sexual infantil, la justicia para las víctimas, y la promoción de la recuperación. Los Estados miembros, organizaciones internacionales, líderes mundiales y la sociedad civil participan activamente para garantizar que la protección de los niños sea una prioridad mundial.

## Temas del Consejo de Europa
Cada año, el Consejo de Europa enfoca la conmemoración en un tema específico
- 2015 - 2016: Sin tema[6][7]
- 2017: The protection of children against sexual exploitation and sexual abuse facilitated by information and communication technologies (ICTs),[8] ('La protección de los niños contra la explotación y el abuso sexual facilitados por las tecnologías de la información y la comunicación (TIC))
- 2018: The protection of children against sexual abuse in sport,[9] ('La protección de los niños contra el abuso sexual en el deporte')
- 2019: Empowering children to stop sexual violence,[10] ('Empoderar a los niños para detener la violencia sexual')
- 2020: Preventing risky behaviour by children: child self-generated sexual images and/or videos,[11] ('Prevenir comportamientos de riesgo por parte de los niños: imágenes y/o videos sexuales auto-generados por los niños')
- 2021: Making the circle of trust truly safe for children,[12] ('Hacer que el círculo de confianza sea verdaderamente seguro para los niños')
- 2022: Getting it right: ensuring child-friendly justice through Barnahus structures in Europe,[13] ('Hacerlo bien: asegurar una justicia amigable para los niños a través de las estructuras Barnahus en Europa')
- 2023: Learning from victims/survivors of childhood sexual violence to inspire policy change,[14] ('Aprender de las víctimas/sobrevivientes de la violencia sexual infantil para inspirar cambios en las políticas')
- 2024: Emerging technologies: threats and opportunities for the protection of children from sexual exploitation and sexual abuse,[15]('Tecnologías emergentes: amenazas y oportunidades para la protección de los niños contra la explotación y el abuso sexual')